# 柏葉 (横浜市)
柏葉（かしわば）は、神奈川県横浜市中区の町名。「丁目」の設定のない単独町名である。住居表示未実施。

## 地理
横浜市中区西部に位置し、面積は0.113km²。

## 歴史

### 沿革
- もと久良岐郡根岸村の内[6]。地名研究で「カシワ」は「傾斜地」を意味する[6]。
- 1901年（明治34年）4月1日 - 根岸村が横浜市に編入し、横浜市根岸町字柏葉となる[6]。
- 1927年（昭和2年）10月1日 - 横浜市の区制施行に伴い、横浜市中区根岸町字柏葉となる[6]。
- 1933年（昭和8年）4月1日 - 根岸町の一部から柏葉を新設する[6]。

## 世帯数と人口
2025年（令和7年）6月30日現在（横浜市発表）の世帯数と人口は以下の通りである。秘匿の地域は合算で表記する。
| 町丁 | 世帯数  | 人口    |
| ---- | ------- | ------- |
| 柏葉 | 937世帯 | 1,705人 |

### 人口の変遷
国勢調査による人口の推移。
| 年                 | 人口  |
| ------------------ | ----- |
| 1995年（平成7年）  | 1,866 |
| 2000年（平成12年） | 1,827 |
| 2005年（平成17年） | 1,846 |
| 2010年（平成22年） | 1,754 |
| 2015年（平成27年） | 1,708 |
| 2020年（令和2年）  | 1,734 |

### 世帯数の変遷
国勢調査による世帯数の推移。
| 年                 | 世帯数 |
| ------------------ | ------ |
| 1995年（平成7年）  | 833    |
| 2000年（平成12年） | 837    |
| 2005年（平成17年） | 857    |
| 2010年（平成22年） | 852    |
| 2015年（平成27年） | 844    |
| 2020年（令和2年）  | 898    |

## 学区
市立小・中学校に通う場合、学区は以下の通りとなる（2024年11月時点）。
| 町丁 | 番地 | 小学校             | 中学校           |
| ---- | ---- | ------------------ | ---------------- |
| 柏葉 | 全域 | 横浜市立元街小学校 | 横浜市立港中学校 |

## 事業所
2021年現在の経済センサス調査による事業所数と従業員数は以下の通りである。
| 町丁 | 事業所数 | 従業員数 |
| ---- | -------- | -------- |
| 柏葉 | 30事業所 | 107人    |

### 事業者数の変遷
経済センサスによる事業所数の推移。
| 年                 | 事業者数 |
| ------------------ | -------- |
| 2016年（平成28年） | 30       |
| 2021年（令和3年）  | 30       |

### 従業員数の変遷
経済センサスによる従業員数の推移。
| 年                 | 従業員数 |
| ------------------ | -------- |
| 2016年（平成28年） | 106      |
| 2021年（令和3年）  | 107      |

## 交通

### 道路
- 柏葉通り

## 施設
- 横浜訓盲学院
- 柏葉公園
- 岩田健夫邸（横浜市認定歴史的建造物）

## その他

### 日本郵便
- 郵便番号：231-0866[3]（集配局：横浜港郵便局[16]）

### 警察
町内の警察の管轄区域は以下の通りである。
| 番・番地等 | 警察署     | 交番・駐在所           |
| ---------- | ---------- | ---------------------- |
| 全域       | 山手警察署 | 港の見える丘公園前交番 |